# Dry County (singel)
Dry County – singel zespołu Bon Jovi wydany w 1994 za pośrednictwem wytwórni Mercury Records, ostatni singel promujący album Keep the Faith.
Utwór był grany przez zespół regularnie jedynie na trasach koncertowych Keep the Faith Tour (1992) i These Days Tour (1995). Utwór powrócił na listę utworów podczas The Circle Tour – został zagrany na wejście podczas koncertu na Meadowlands Stadium w New Jersey (26 maja 2010).

## Spis utworów
Sporządzono na podstawie materiału źródłowego.
1. „Dry County” – 9:38
2. „Stranger In This Town” (Live) – 6:40
3. „Blood Money” (Live) – 2:26
4. „Dry County” (Live) – 12:09
5. „It’s Only Rock ’N’ Roll” (Live) – 5:09
6. „Mathilda” (Live) – 4:53

## Pozycje na listach przebojów
| Lista (2000)       | Pozycja |
| ------------------ | ------- |
| UK Top 40          | 9       |
| German Top 100     | 41      |
| ARIA Singles Chart | 31      |
| Swiss Music Charts | 10      |
| Austria            | 26      |
| Holandia           | 19      |
| Sverigetopplistan  | 35      |